# The Spectator
Pour les articles homonymes, voir The Spectator (homonymie).
The Spectator est un magazine politique hebdomadaire britannique, créé en 1828. De tendance conservatrice, il revendique le titre du plus ancien magazine en langue anglaise publié sans interruption.
La tradition veut que diriger la rédaction du Spectator permette d'accéder à un poste élevé dans la hiérarchie du Parti conservateur. Iain Macleod, rédacteur en chef de 1963 à 1965, a ainsi été plusieurs fois ministre pendant les années 1950 et 1960. Nigel Lawson a occupé ce poste de 1966 à 1970 avant d'être ministre dans les années 1980.
Il appartient depuis 1989 au Telegraph Group, comme The Daily Telegraph.
Et depuis 2004, The Telegraph Group appartient aux frères Barclay,.
Le Spectator est atlantiste et eurosceptique : ce journal a soutenu par exemple la sortie de l’Union européenne lors du référendum de 2016.
En septembre 2024, Paul Marshall (en) acquiert, via son groupe Old Queen Street, The Spectator pour 100 millions de livres sterling.

## Contributeurs notables
- W. H. Auden
- Simon Barnes,
- Thomas Carlyle
- G. K. Chesterton
- T. S. Eliot
- Thomas Hardy
- Brian Inglis (1916-1993)
- Boris Johnson (né en 1964)
- Alice Meynell
- Matthew Parris (né en 1949)
- Sarah Morgan Bryan Piatt (1836-1919)
- Deborah Ross